# Otto Bierlin
Otto Bierlin (13 de março de 1915 - 6 de março de 1945) foi um oficial alemão que serviu durante a Segunda Guerra Mundial. Foi condecorado com a Cruz de Cavaleiro da Cruz de Ferro.

## Condecorações
| Cruz de Ferro 2ª Classe                                   |
| Cruz de Ferro 1ª Classe                                   |
| Cruz de Cavaleiro da Cruz de Ferro 26 de novembro de 1944 |